# Daddy nostalgie

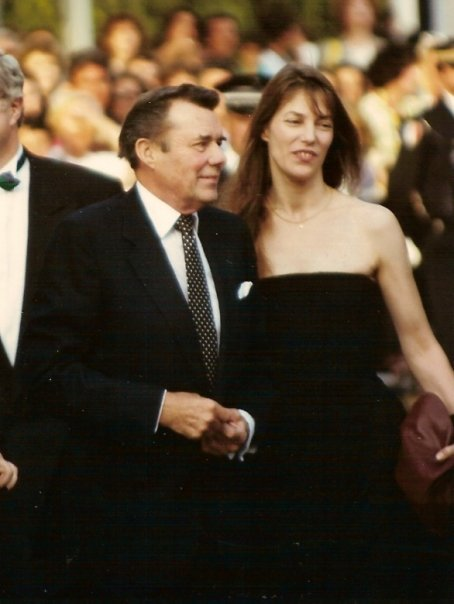
Dirk Bogarde i Jane Birkin en la presentació del film al festival de Canes 1990.

Daddy nostalgie és una pel·lícula francesa dirigida per Bertrand Tavernier, estrenada l'any 1990. Ha estat doblada al català.

## Argument
Caroline, guionista d'origen irlandès, baixa a un petit poble costaner del Var a visitar el seu pare a l'hospital. Passarà uns dies en companyia dels seus pares, i entra en una complicitat amb el seu pare, massa sovint absent en la seva joventut.

## Repartiment
- Jane Birkin: Caroline
- Dirk Bogarde: Daddy
- Odette Laure: Miche
- Emmanuelle Bataille: Juliette
- Charlotte Kady: Barbara
- Michele Minns: Caroline nen
- Sophie Dalezio: Infermera
- Sylvie Segalas: Infermera
- Hélène Lefumat: Pacient de l'hospital
- Andrée Duranson: Yvonne
- Raymond Defendente: Jimmy
- Fabrice Roux: El pescador
- Gilbert Guerrero: El servidor del restaurant
- Louis Ducreux: L'home meravellat del metro

## Al voltant de la pel·lícula
- Dirk Bogarde, que interpreta a Daddy nostalgie un personatge en el crepuscle de la seva vida, roda el seu darrer film.[3]
- La pel·lícula està dedicat a Michael Powell, un autor admirat per Bertrand Tavernier, que va morir el 1990. Tavernier ha contribuït fer conèixer a Powell a França, així com per rehabilitar-lo als ulls de la crítica anglesa.

## Premis i nominacions
premis
- Millor actor per Dirk Bogarde al Festival de Valladolid

nominacions
- César a la millor actriu secundària per Odette Laure
- Selecció oficial del Festival de Canes 1990